# Літній театр Купецького зібрання
50°27′10″ пн. ш. 30°31′49″ сх. д. / 50.452779583199° пн. ш. 30.530415305421° сх. д.
Літній театр Купецького зібрання — літній театр, який працював у Києві на початку XX століття.
Побудований за проєктом архітектора Е. П. Брадтмана у 1899—1901 роках в Купецькому саду (нині Хрещатий парк). Театр являв собою двоповерхове дерев'яне приміщення з добре обладнаною сценою. Згорів восени 1919 року під час окупації Києва денікінцями.
З Літнім театром Купецького зібрання пов'язана робота багатьох діячів українського національного театру — М. Л. Кропивницького, М. К. Садовського, М. К. Заньковецької, П. К. Саксаганського та інших. На сцені театру вперше виступили В. С. Василько, Б. В. Романицький та І. С. Козловський. У 1915—1916 роках тут працювала трупа «Товариства українських акторів» під керівництвом І. А. Мар'яненко. Останні вистави влітку 1919 року дав Перший театр Української Радянської Республіки імені Шевченка.